# Bog of Allen
Bog of Allen (irsko Móin Alúine) je veliko visoko barje v središču Irske med rekama Liffey in  Shannon.
Barje je 958 kvadratnih kilometrov veliko in leži v grofijah Offaly, Meath, Kildare, Laois in Westmeath. Družba Bórd na Móna v lasti države v velikem obsegu mehansko nabira šoto. Območje je prepredeno s kilometri ozkotirnih industrijskih železnic za prevoz šote v predelovalne obrate in elektrarne s pogonom na šoto. Poleg tega se odrezani deli uporabljajo kot površina za pašo. Barje prečkata Grand Canal (irsko An Chanáil Mhór, Veliki kanal), ki povezuje Dublin na vzhodu Irske z reko Shannon na zahodu, in Royal Canal (irsko An Chanáil Ríoga, Kraljevski kanal), prvotno zgrajen za tovorni in potniški prevoz od reke Liffey v Dublinu do Longforda. Kanal je v poznem 20. stoletju propadel, vendar je bil večji del obnovljen za plovbo.

## Zaščita
Irish Peatland Conservation Council opisuje barje kot »pomembno območje šotišč in je del irske naravne dediščine kot Knjiga iz Kellsa. Barje se je po stoletjih kmetijskega izkoriščanja in nedavnih posegih močno zmanjšalo. Prizadevajo si za ohranitev njegovih delov.

## Arheološki pomen
Šota vsebuje dragocen del arheološkega zapisa. Zaradi posebnih razmer konserviranja so v šoti ohranjeni številni predmeti, ki bi običajno propadli, kot na primer lesene strukture in predmeti. V mnogih delih območja so pri industrijski obdelavi odkrili arheološke ostanke , kot so poti. Te poti so lesene steze, ki so bile zgrajene v prazgodovini in v srednjeveškem obdobju in so ljudem in živalim omogočale prečkanje obsežnih območij šotišč, zdaj pa nam omogočajo vpogled v gospodarstvo in način življenja družb, ki so obstajale okrog barja. Razmere ohranjanja v barju ponujajo vrsto dokazov paleolitskega okolja, kot so cvetni prah in rastlinski makrofosili, ki se pogosto proučujejo skupaj z arheološkimi dokazi, da bi lahko spoznali okolje in okolico barja.

## Paleookoljske študije
Številne študije so se osredotočile na rekonstrukcijo preteklih okolij s proučevanjem paleookoljskih elementov, shranjenih na tem območju. Barja, kot je to, so še posebej zanimiva, saj so ombotrofna barja zelo občutljiva za spremembe padavin in so izjemno slabo preskrbljena s hranili. Študija, izvedena na barju Daingean, je preiskovala uporabo ameb s hišicami za rekonstrukcijo sprememb v padavinah, kar je povezala s spremenljivostjo podnebja v holocenu. Take študije so pomembne, saj lahko obveščajo o odzivu preteklih družb na podnebne spremembe.